# Szerelemmel, szenvedéllyel
A Szerelemmel, szenvedéllyel (eredeti cím: Avec amour et acharnement) egy 2022-ben bemutatott francia romantikus filmdráma Claire Denis rendezésében. A film alapjául Christine Angot Un tournant de la vie 2018-as regénye szolgált. A főszerepben Juliette Binoche, Vincent Lindon és Grégoire Colin.
A film 2022. február 12-én debütált a Berlini Nemzetközi Filmfesztiválon, Magyarországon 2023. június 1-jén kezdték vetíteni a mozikban.

## Történet
Sara és férje, Jean tengerparti nyaralásukról térnek haza a téli Párizsba, ahol Sara rádiós műsorvezetőként dolgozik. Jean, a börtönviselt egykori profi rögbijátékos fiáról, Marcusról Jean anyja gondoskodik a banlieue-i Vitry-ben. 
Egy nap Sara megpillantja voltbarátját, François-t az utcán, ami régi érzelmeket mozgat meg. François, aki egykor Jean közeli barátja is volt, sportügynökséget nyit fiatal rögbijátékosok toborzására, és felveszi a kapcsolatot Jean-nal, hogy dolgozzon vele tehetségkutatóként. François újbóli belépése az életükbe veszélyezteti Sara és Jean tíz éve tartó kapcsolatát.

## Szereplők
| Szerep    | Színész          | Magyar hang |
| --------- | ---------------- | ----------- |
| Sara      | Juliette Binoche |             |
| Jean      | Vincent Lindon   |             |
| François  | Grégoire Colin   |             |
| Nelly     | Bulle Ogier      |             |
| Marcus    | Issa Perica      |             |
| Gabrielle | Mati Diop        |             |
| Lola      | Lola Créton      |             |
| a postás  | Richard Courcet  |             |
| Anna      | Hana Magimel     |             |
| önmaga    | Lilian Thuram    |             |

## Fogadtatása
A Szerelemmel, szenvedéllyel kiváló kritikát kapott. A Rotten Tomatoeson 84%-os minősítést kapott 118 értékelés alapján, az összefoglaló szerint: „Claire Denis és Juliette Binoche kifogástalan munkája által feldobott Szerelemmel, szenvedéllyel egy mélyreható párkapcsolati dráma.” Justin Chang a Los Angeles Timestól azt írta: „Talán az élet egy melodráma, sugallja ez a film. Vagy talán a melodráma közelebb áll az élethez, mint gondolnánk.” Richard Brody a New Yorkertől azt írta: „A film konfrontatív dühkitöréseit elnyomó csendek és a háttértörténet részleteinek elhallgatása, az indítékok aláhúzása és az akció hangsúlyozása a "Tüzet" a pszichológiai dráma birodalmából a megdöbbentő érzelmi közvetlenségbe taszítja.”
A MetaCritic 72 pontot adott a 100-ból 27 vélemény alapján. Guy Lodge a Varietytől azt írta: „Denis legújabb filmjében a tőle megszokott szigorú formát és pszichológiai kíváncsiságot alkalmazza olyan anyagokra, amelyek általában általánosabb rendezői kezelést inspirálnak, és egy látszólag egyszerű narratíva törésvonalaiból a női vágy gazdag, árnyalt feltárását tárja elénk.” Michael O'Sullivan a The Washington Posttól úgy vélte: „Az egész olyan, mint egy parfümreklám.”

## Fontosabb díjak és jelölések
| Esemény                          | Díj             | Kategória       | Eredmény |
| -------------------------------- | --------------- | --------------- | -------- |
| Berlini Nemzetközi Filmfesztivál | Arany Medve díj | Legjobb film    | Jelölve  |
| Berlini Nemzetközi Filmfesztivál | Ezüst Medve díj | Legjobb rendező | Elnyerte |